# کد پینک
کُد پینک: زنان برای صلح (به انگلیسی: Code Pink: Women for Peace) از سازمان‌های مردم نهاد فعال در سطح بین‌المللی است که خود را «یک جنبش مردمی صلح و عدالت اجتماعی که برای پایان دادن به جنگ‌ها و اشغال‌های با پول آمریکا، به چالش کشیدن نظامی گری جهانی و تغییر مسیر منابعمان به مراقبت سلامت، آموزش، مشاغل سبز و دیگر فعالیت‌های مشوق زندگی فعالیت می‌کند» می‌خواند. این سازمان علاوه بر تمرکز آن بر مسایل ضد جنگ، به مسایلی چون پهپادها، زندان خلیج گوانتانامو، دولت فلسطینی (جنبش بی دی اس)، توافق هسته ای ایران، و عربستان سعودی نیز می‌پردازد.
این سازمان خود را آغاز شده توسط زنان معرفی می‌کند. دفاتر منطقه ای آن در واشینگتن و لس آنجلس است.
اعضای این گروه به رنگ صورتی لباس می‌پوشند و این گروه راهپیمایی‌ها، اعتراضات و اقدامات زیادی برای ترویج اهدافش انجام داده که در سطح عمومی دیده شده. این سازمان از همه جنسیت‌ها برای حضور در آن‌ها دعوت می‌کند.

## سفر به ایران
مدیا بنجامین به همراه شش تن دیگر از اعضای انجمن کود پینک از جمله کوین زیس و مارگارت فلاورز در سال ۱۳۹۷ به ایران سفر و با محمد جواد ظریف، وزیر امور خارجه وقت ایران نيز دیدار کردند. هدف آن‌ها از این سفر، کمک به گسترش صلح، کاهش تحریم‌ها و فشارهای ایالات متحده از ایران و همچنین ارائه بود. آن‌ها همچنین در چندین برنامه رادیویی و تلویزیونی، مردم ایران را صلح دوست خواندند که به دنبال جنگ نیستند.
اعضای گروه کود پینک در مجلس شورای اسلامی نیز حضور یافتند و در مصاحبه‌های پس از سفر خود، از بحث‌های داغی که در مجلس انجام می‌شد، تحت عنوان دموکراسی یاد کردند.
مدیا بنجامین پیش از سفر به ایران نیز در یک برنامه که علیه سیاست‌های هسته‌ای ایران در آمریکا برگزار شده بود، بعد از سخنرانی برایان هوک به روی سن رفت و نسبت به اقدامات ایالات متحده در خصوص نقض برجام و خطراتی که این اقدام دارد، سخن گفت. وی نهایتاً توسط نیروهای امنیتی این مراسم از سالن اخراج شد.